# Джон Макгінлі
Джон К. Макгінлі (англ. John C. McGinley; нар. 3 серпня 1959, Нью-Йорк, США) — американський актор, сценарист і продюсер. Відомий ролями в телесеріалах — лікар Перрі (Персиваль) Кокс у «Клініці», Боб Слайделл в «Офісному просторі» та Стенлі Міллер у «Стен проти сил зла» і в художніх фільмах: капітан Гендрікс у «Скелі», сержант Ред О'Ніл у «Взводі», Марв (Марвін) у «Волл-стріт», агент ФБР Бен Гарп у фільмі «На гребені хвилі» тощо. Макгінлі — засновник і член правління Світового фонду синдрому Дауна та речник Національного товариства синдрому Дауна.

## Біографія
Джон Макгінлі народився 3 серпня 1959 року в Нью-Йорку, в багатодітній сім'ї вчительки Патриції і брокера Джеральда Макгінлі. Після закінчення середньої школи Millburn High School в Нью-Джерсі поступив у Сіракузький університет, але незабаром перевівся в Нью-Йоркський університет, де отримав ступінь бакалавра мистецтв, а в 1984 році закінчив навчання зі ступенем майстра образотворчих мистецтв.

## Кар'єра
Акторську кар'єру Джон почав у нью-йоркському театрі, де був дублером Джона Туртурро у постановці «Денні і глибоке синє море». Там його виявив менеджер Олівера Стоуна. Режисер запропонував Джону роль у своєму фільмі «Взвод» (1986). Після «Взводу» він працював з Олівером ще в п'яти фільмах: «Волл-стріт» (1987), «Ток-радіо» (1988), «Народжений четвертого липня» (1989), «Ніксон» (1995) і «Щонеділі» (1999). На телебаченні Джон зіграв роль доктора Перрі Кокса у серіалі «Клініка» (2001–2010). У 2016—2018 роках знімався в головній ролі телесеріалу «Стен проти сил зла».

## Особисте життя
1 лютого 1997 року Макгінлі одружився з Лорен Ламберт. Їхній син Макс народився з синдромом Дауна. 10 грудня 2001 року Ламберт і Макгінлі розлучилися. 7 квітня 2007 року Джон одружився з Ніколь Кесслер. У них народилися дві доньки: Біллі Грейс (2008) та Кейт Аліна (2010).

## Фільмографія
| Рік       |    | Українська назва             | Оригінальна назва             | Роль                        |
| --------- | -- | ---------------------------- | ----------------------------- | --------------------------- |
| 1986      | ф  | Солодка свобода              | Sweet Liberty                 | Флойд                       |
| 1986      | ф  | Взвод                        | Platoon                       | сержант Ред О'Ніл           |
| 1987      | ф  | Волл-стріт                   | Wall Street                   | Марвін                      |
| 1988      | ф  |                              | Talk Radio                    | Стю                         |
| 1988      | ф  |                              | Shakedown                     | Шон Філіпс                  |
| 1989      | ф  |                              | Lost Angels                   | доктор Фармер               |
| 1989      | ф  | Народжений четвертого липня  | Born on the Fourth of July    | штовхаючий інвалідне крісло |
| 1989      | ф  |                              | Fat Man and Little Boy        | капітан Річард Шенфілд      |
| 1991      | ф  | На гребені хвилі             | Point Break                   | Бен Гарп                    |
| 1991      | ф  | Горець 2                     | Highlander II: The Quickening | Девід Блейк                 |
| 1992      | ф  |                              | Article 99                    | доктор Руді Бобрік          |
| 1994      | ф  | В зоні смертельної небезпеки | On Deadly Ground              | Макгрубер                   |
| 1994      | ф  | Гра на виживання             | Surviving the Game            | Джон Гріффін                |
| 1995      | ф  | Сім                          | Se7en                         | Каліфорнія                  |
| 1995      | ф  | Ніксон                       | Nixon                         | Ерл в навчальному фільмі    |
| 1997      | ф  | Нічого втрачати              | Nothing to Lose               | Девіс Ленлоу                |
| 1997      | ф  | Правда та наслідки           | Truth or Consequences, N.M.   | Едді Грілло                 |
| 1999      | ф  | Танго втрьох                 | Three to Tango                | Штраусс                     |
| 1999      | ф  | Офісний простір              | Office Space                  | Боб Слайделл                |
| 2000      | ф  | Прибрати Картера             | Get Carter                    | Кон Маккарті                |
| 2001      | ф  | Тварина                      | The Animal                    | сержант Дуглас Сіско        |
| 2002      | ф  | Шосе                         | Highway                       | Джонні Лис                  |
| 2007      | ф  | Реальні кабани               | Wild Hogs                     | патрульний                  |
| 2012      | ф  | Я, Алекс Кросс               | Alex Cross                    | капітан Річард Бруквелл     |
| 2012      | с  |                              | Burn Notice                   | Том Кард                    |
| 2008—2012 | мс |                              | WordGirl                      | Whammer                     |
| 2001—2010 | с  | Клініка                      | Scrubs                        | доктор Перрі Кокс           |
| 2013      | ф  | 42                           | 42                            | Ред Барбер                  |
| 2013      | ф  |                              | Watercolor Postcards          | Мерлін                      |
| 2014      | ф  |                              | Kid Cannabis                  | Джон Ґрефард                |
| 2013—2015 | с  | Перший поверх                | Ground Floor                  | містер Менсфілд             |
| 2016      | ф  |                              | Get a Job                     | дилер                       |
| 2016      | ф  |                              | The Belko Experiment          | Вендел Д'юкс                |
| 2016      | ф  |                              | The Drowning                  | Тедді                       |
| 2017      | ф  |                              | The Good Catholic             | Оллі                        |
| 2017      | ф  | Битва статей                 | Battle of the Sexes           | друг Боббі                  |
| 2017      | тф |                              | Brothered Up                  | командер Макгрет            |
| 2018      | ф  |                              | Benched (Rounding Third)      | Дон                         |
| 2016—2018 | с  | Стен проти сил зла           | Stan Against Evil             | Стенлі Міллер               |
| 2019      | с  | Поліція Чикаго               | Chicago P.D.                  | Браян Келтон                |
| 2019      | мс |                              | Dragons: Rescue Riders        | Ґрамблґард                  |